# 四季の香公園
四季の香公園（しきのかおりこうえん）は、東京都練馬区光が丘にある区立公園である。

## 概要
当公園は光が丘団地の一角にある公園で、住所では光が丘5丁目、6丁目にまたがっている。遊具や広場の他、四季折々の草花が楽しめるように園内には様々な草花が植えられているのが特徴である。
園内には樹齢100年以上の樹木も残されており、当地が武蔵野の森だった頃の面影も見ることが出来る。
また園内には練馬区立の「花とみどりの相談所」が開設されており、区民から花や緑についての相談や、緑に関する教室や展示会など様々な催しが行われている。
園内には温室植物園があったが、2014年に閉鎖されて現在は取り壊された。

## 四季の香 ローズガーデン
四季の香 ローズガーデンは、光が丘の街中のガーデンとして2016年に誕生した。
大きく3つのエリアから構成されている。
- 香りのローズガーデン

香りのローズガーデンはダマスク、スパイシー、ミルラ、フルーティー、ブルー、ティーの６種類の香りのエリアにバラを配置している。それぞれの香りの違いを楽しむことができる。
- 色彩のローズガーデン

さまざまな花色のバラを展示している。色彩のローズガーデンは、バラを花色ごとに配置したエリアで色とりどりのバラが、繊細で美しいグラデーションを演出している。
- 香りのハーブガーデン

ハーブは生活に身近な植物として西洋では古くから利用されてきた。香りのハーブガーデンでは、用途ごとに３つに区分し育てられている。
- 講習棟

みどりに関する園芸相談や講習会、ワークショップ等を開催している。講習室・キッチン付き講習コーナーは有料にて利用できる。他に、飲食が可能な休憩スペースも設けられている。
四季の香 ローズガーデンは第一園芸株式会社と「第一園芸みどりのまち共同事業体」が指定管理者として管理・運営に参画している。
本施設は「バラの香り」をテーマとした庭で、新たに拡張したエリアの以外にも、バラは約180品種200株から、約320品種460株へと規模を拡大した。
園内では、彩り（視覚）、香り（嗅覚）、手触り（触感）など「五感」を感受することができる。また、バラは、開花の状況に応じて開園時間が調整され、何度訪れても花開くバラを楽しめるよう配慮されている。

園内の紹介
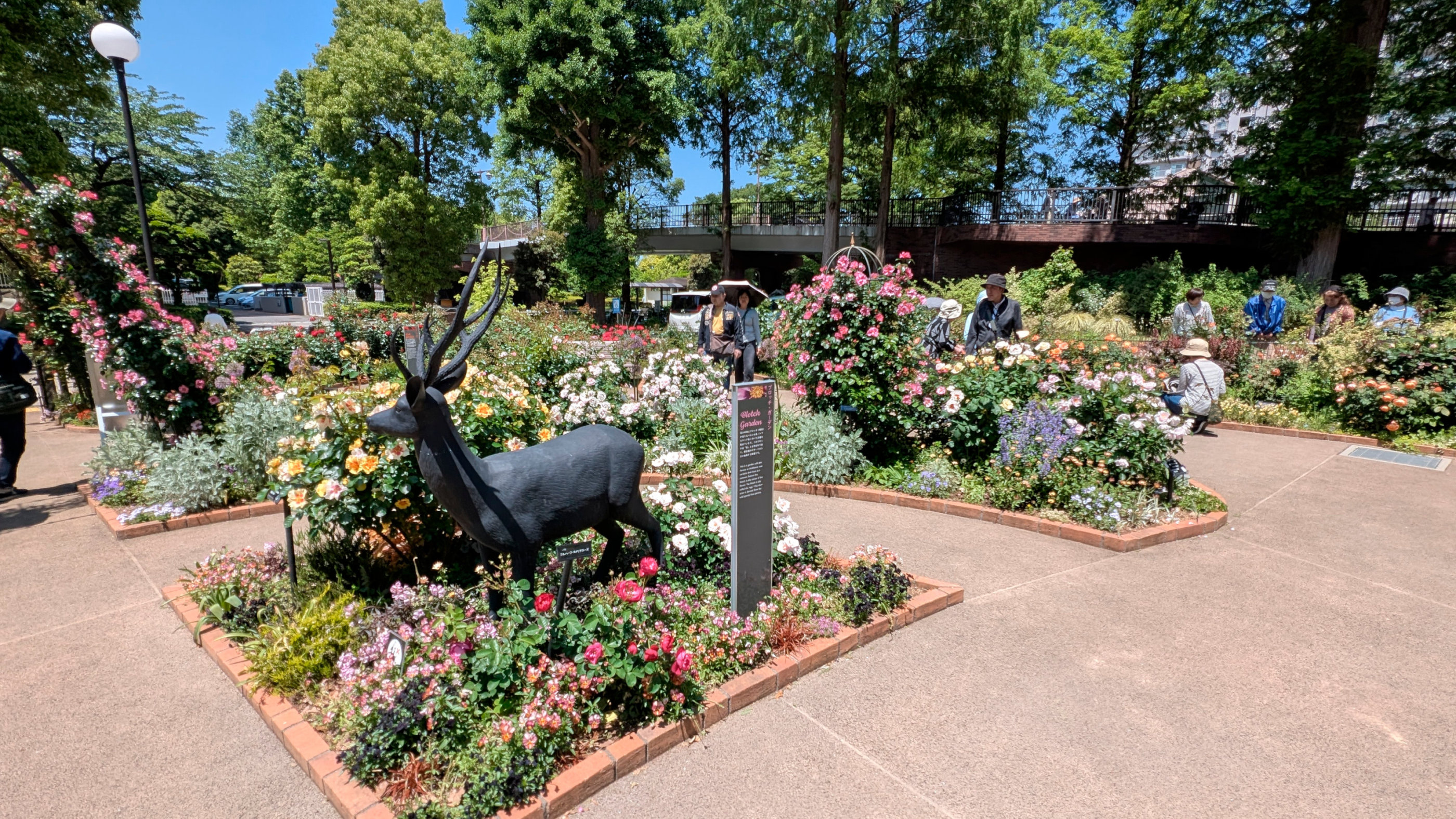
色彩のローズガーデン(ブロッチ・ガーデン)
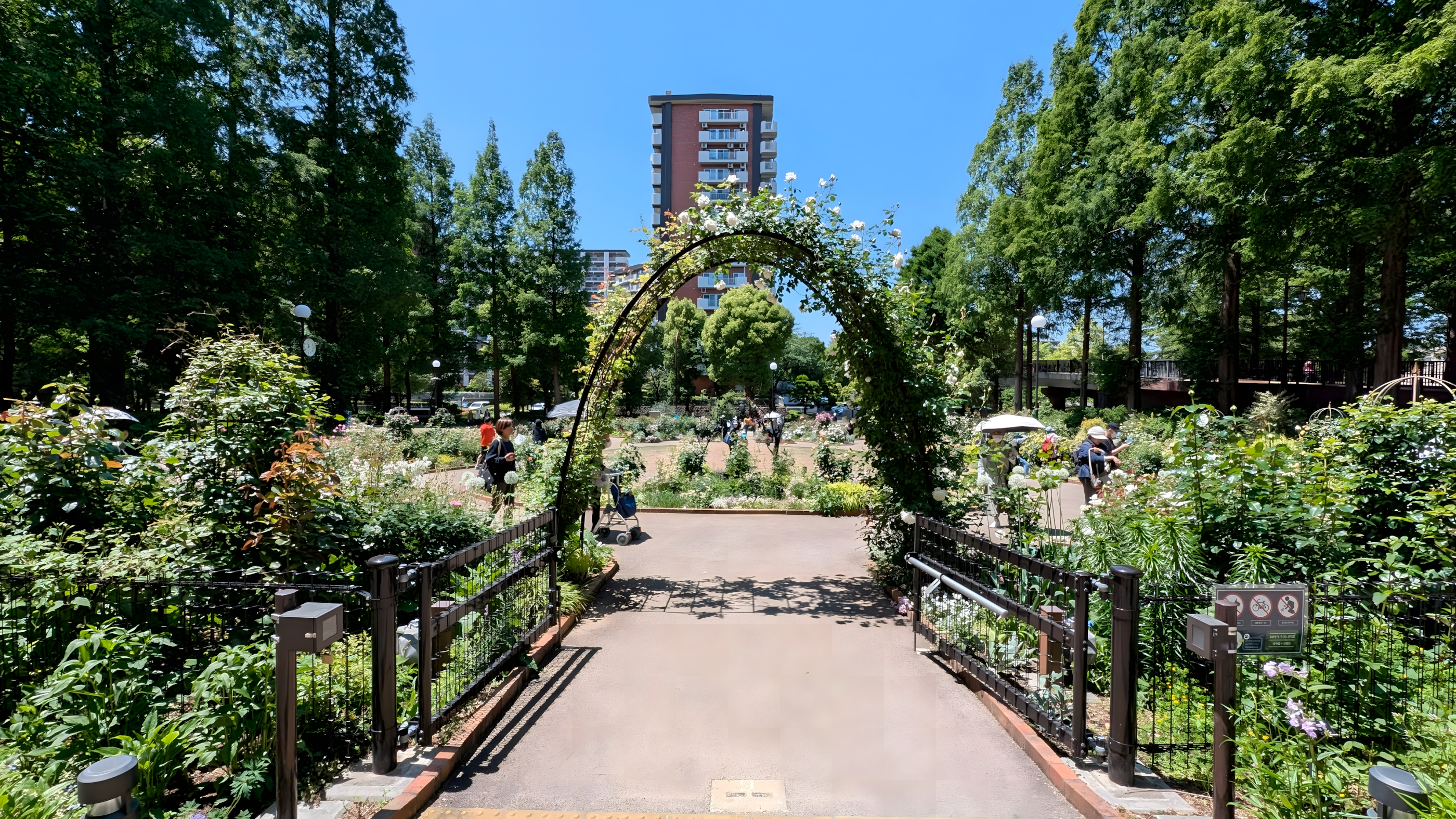
色彩のローズガーデン(白バラのエリア)
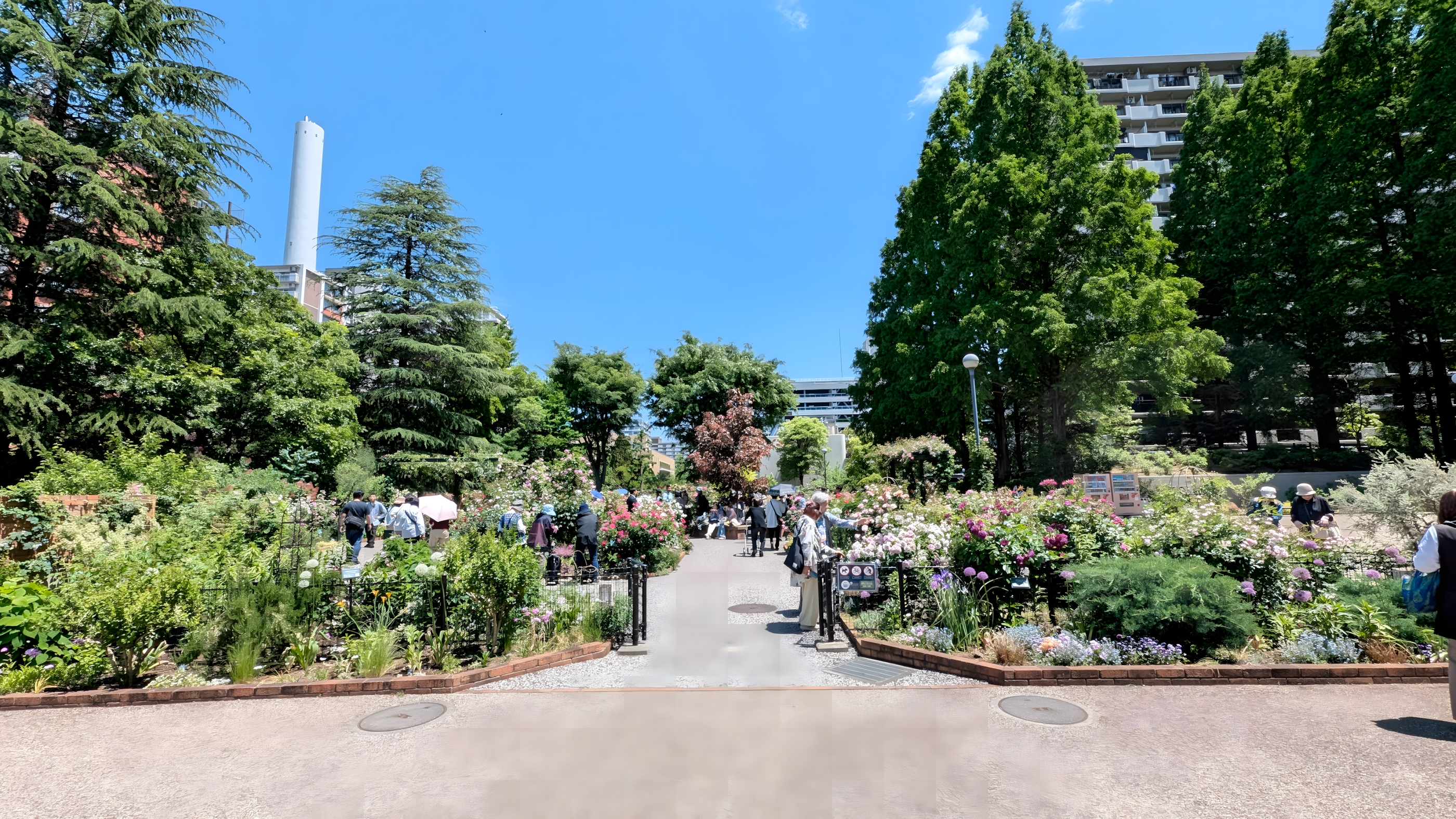
香りのローズガーデン
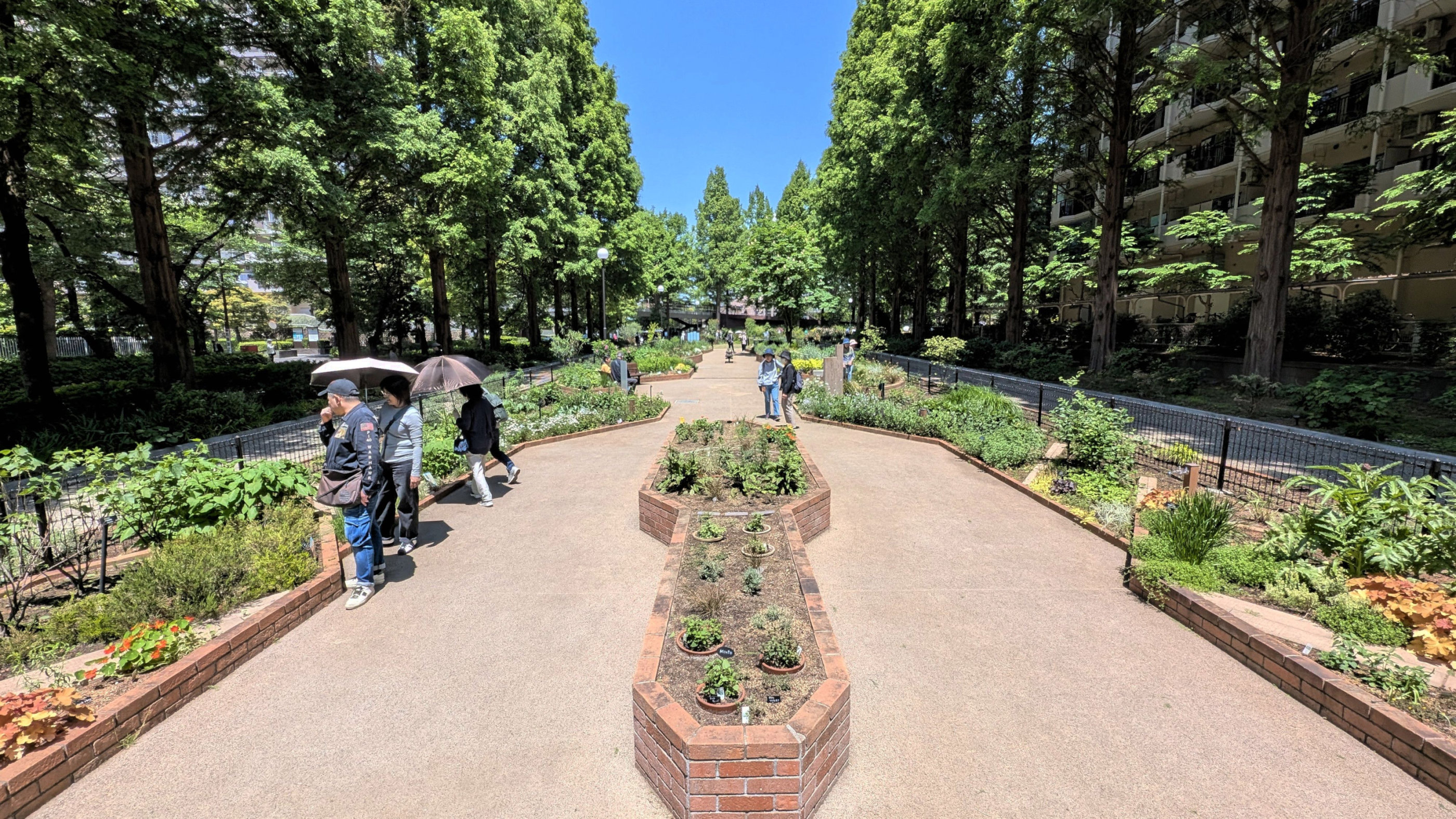
香りのハーブガーデン
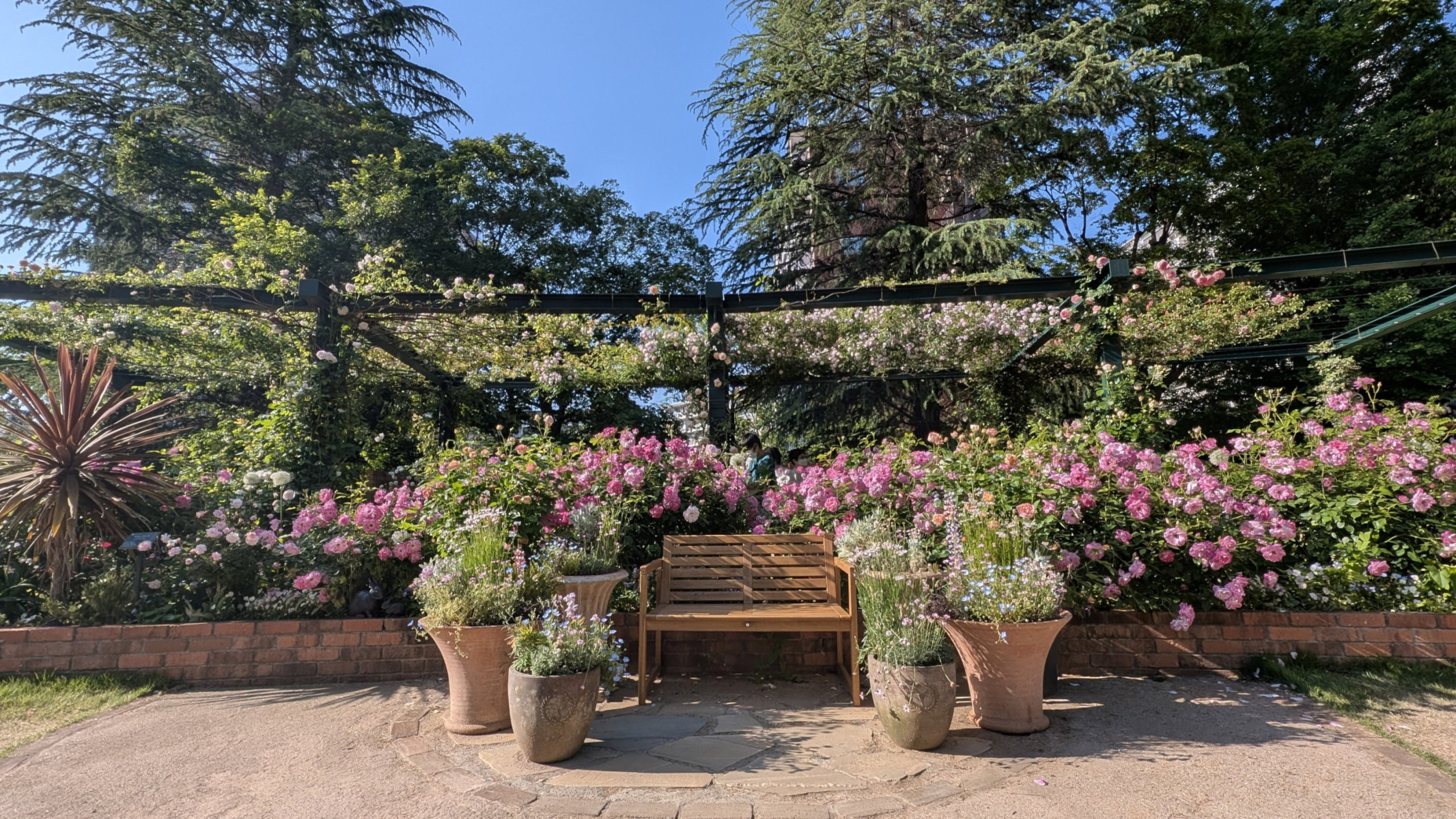
香りのローズガーデン(撮影スポット)
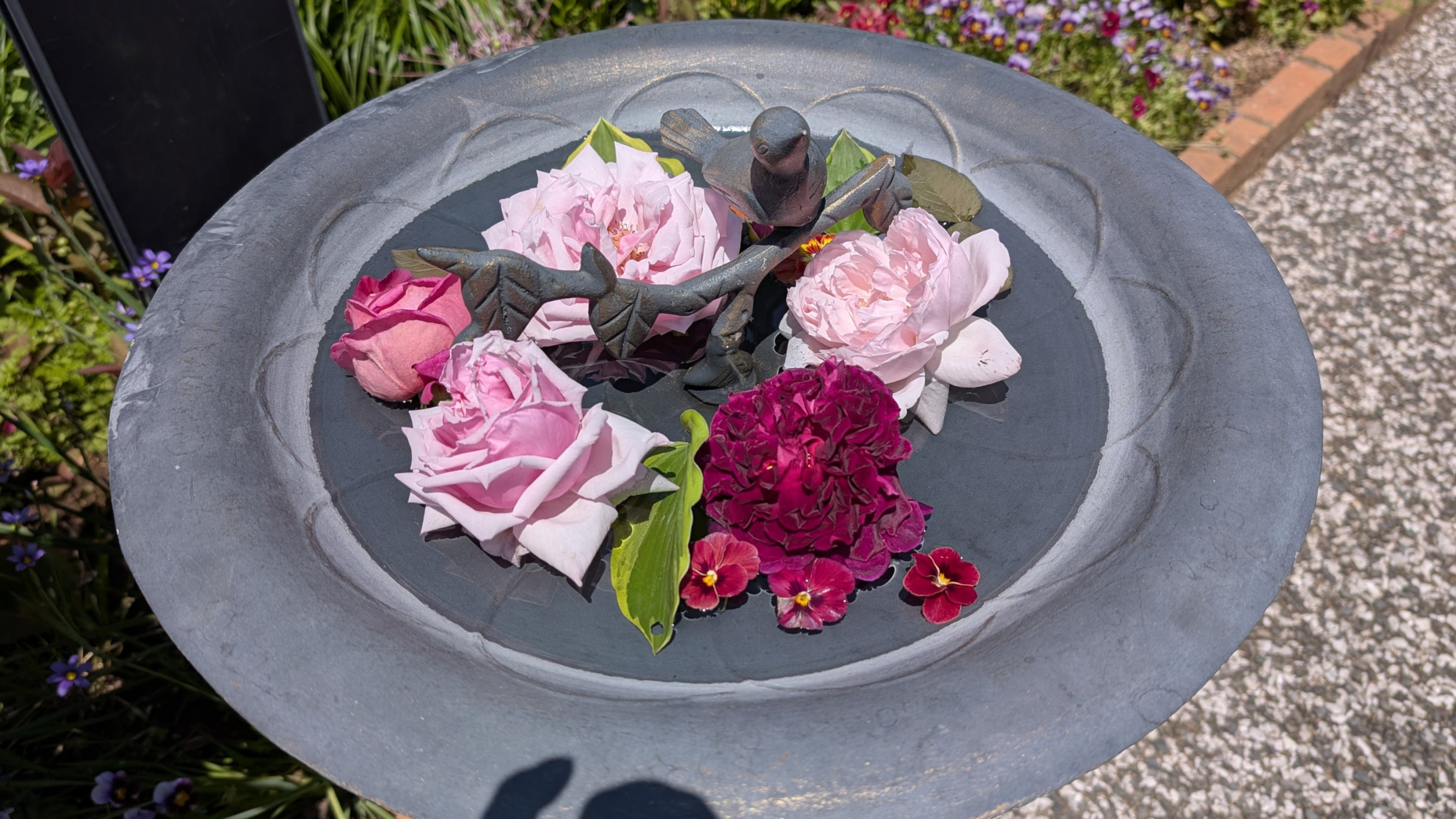
水盆(ダマスクの香りのバラ)
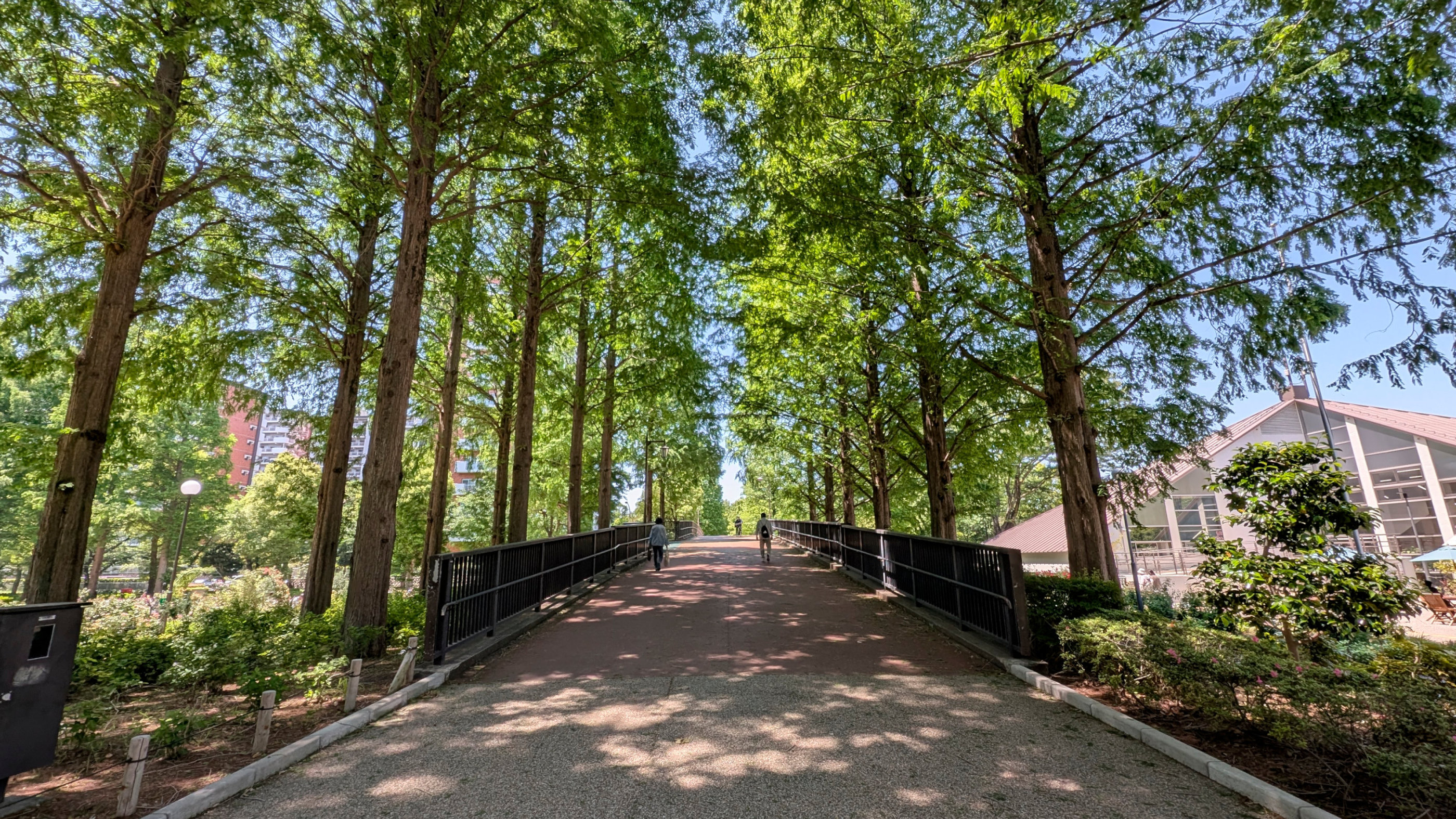
けやき橋(歩道橋)
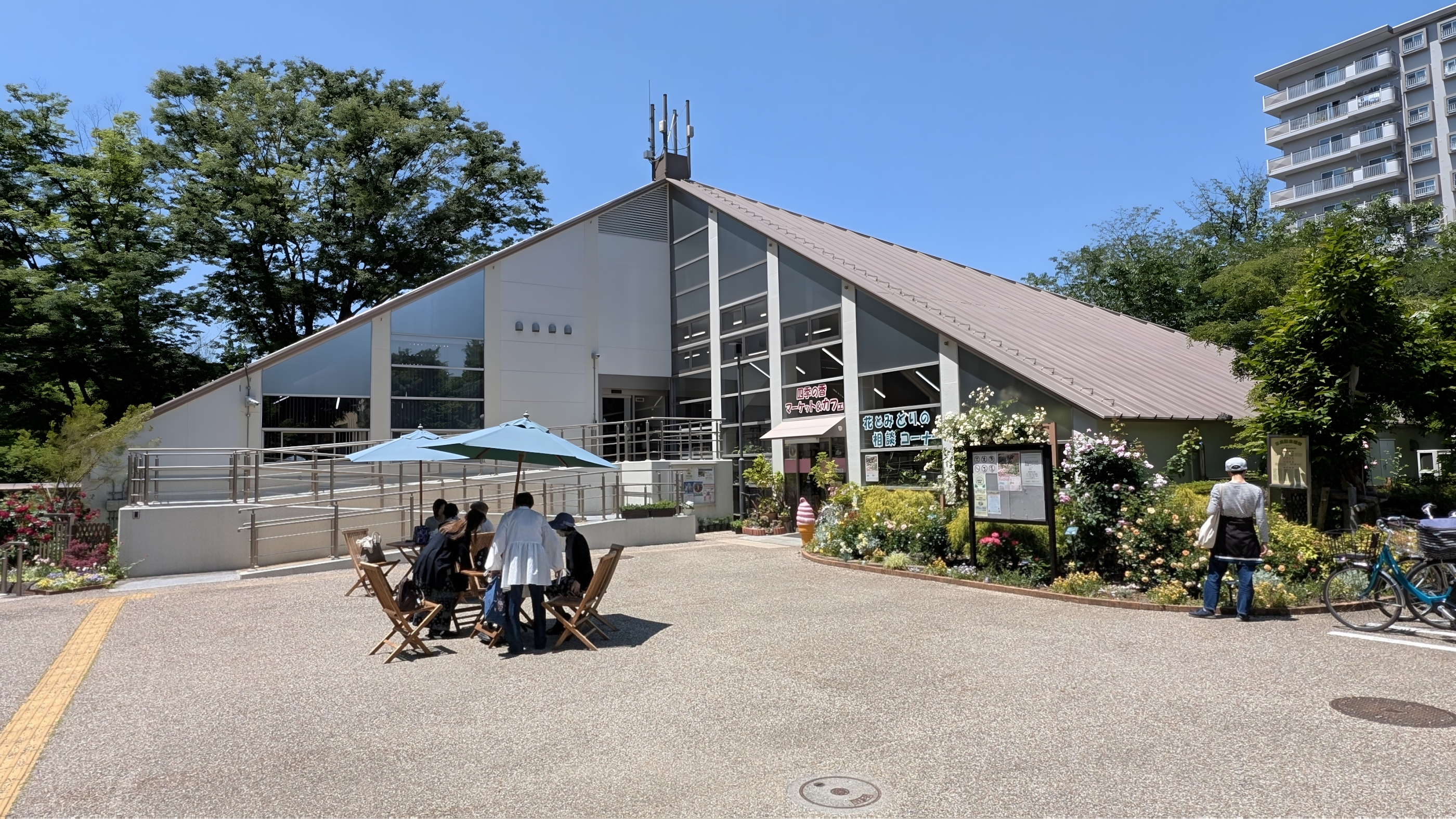
講習棟入り口

## 隣接施設
- 光が丘団地

## 開園日・時間
- 入園料は無料。

休園⽇は毎週⽕曜⽇。
・⽕曜⽇が祝休⽇にあたる場合は、その直後の祝休⽇でない⽇
・年末年始(12⽉29⽇〜1⽉3⽇)

## アクセス
- 都営大江戸線・光が丘駅から徒歩約8分。